# Schlacht von Marcellae (756)

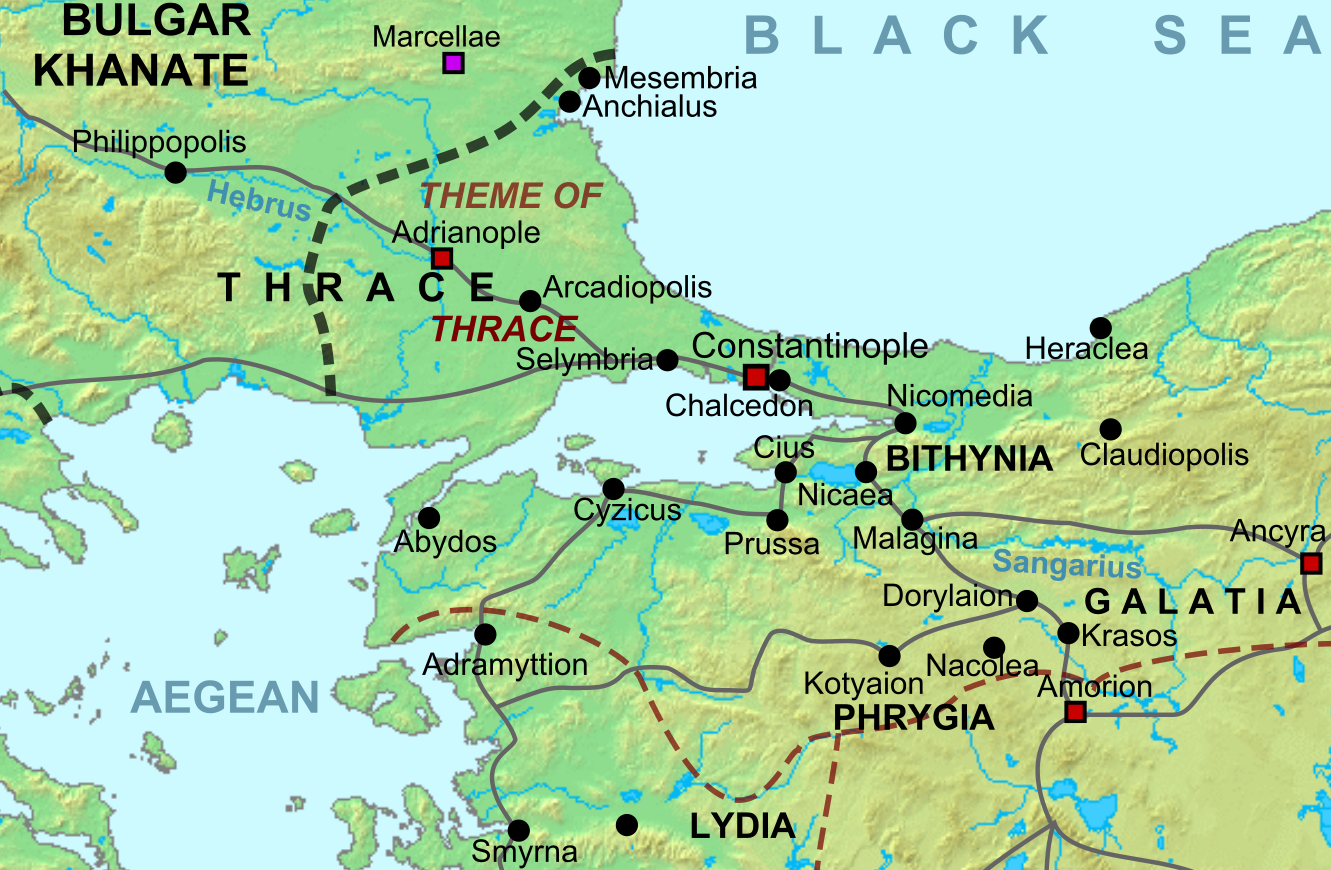
Marcellae (lila, oben, etwas links); Konstantinopel (rot, Bildmitte)

Die Schlacht von Marcellae im Jahr 756 (bulgarisch Битката при Маркели/Bitka pri Markeli, griechisch Μάχη των Μαρκελλών) war eine Schlacht zwischen dem Ersten Bulgarischen Reich und dem Byzantinischen Reich, die 756 n. Chr. in der Nähe von Marcellae (heute 7 km westlich von Karnobat, im Südosten von Bulgarien) stattfand. Die Schlacht endete mit einem Sieg der Byzantiner, die von ihrem Kaiser Konstantin V. angeführt wurden.

## Vorgeschichte
In der zweiten Hälfte des 8. Jahrhunderts trat eine Wende in den bulgarisch-byzantinischen Beziehungen ein. Byzanz hatte die äußeren Bedrohungen überwunden und auch seine Macht im Inneren gefestigt. Mit seiner nun gestärkten militärischen Macht richtete es einen Blick auf seinen nördlichen Nachbarn – das Bulgarische Reich – und unternahm gegen ihn militärische Aktionen.
Die Stabilisierung von Byzanz begann noch zur Zeit Leos III., des Syrers, besonders nach Überwindung der arabischen Bedrohung von Konstantinopel. Zu dieser Zeit musste sich Byzanz allerdings noch von seiner Schwächung durch die schweren und verworrenen letzten 20 Jahre erholen. Deshalb verfolgte Leo III. eine friedliche Politik gegenüber Bulgarien.
Leos Nachfolger war sein Sohn Konstantin V. (741–775). Dieser führte erfolgreiche Feldzüge gegen die Araber in Kleinasien und Syrien (Isaurien). Von dort stammende Syrer und Armenier siedelte er in Trakien an. Theophanes der Bekenner berichtet, dass sich durch diese Siedler die christliche häretische Bewegung der Paulikianer in Thrakien verbreitete. Im Jahr 755 begann der byzantinische Imperator die Städte in Thrakien, die nahe der bulgarischen Grenze lagen, zu befestigen.
Herrscher des Bulgarenreiches war zu dieser Zeit Khan Winech (Herrschaftszeit 756 bis 760/761). Er war der zweite Herrscher der neuen bulgarischen Herrschaftsdynastie Wokil, die mit Kormisosch begann und die die Dynastie Dulo abgelöst hatte. Die Bulgaren verlangten von den Byzantinern Steuern für ihre neu befestigten Städte. Aus den Quellen geht nicht hervor, ob die Bulgaren diese Steuern einmalig verlangten oder ob sie einen jährlichen Tribut von den Byzantinern verlangten, wie es in den Verträgen von 716 und 717 vereinbart war – nach der Belagerung von Konstantinopel (717–718). Möglicherweise handelte es sich auch um eine Forderung nach höheren jährlichen Tributzahlungen wegen der neuen Festungen. Die Forderung der Bulgaren wurde jedoch entschieden abgelehnt.
Der Bulgarische Herrscher nahm diese Absage als Grund für das Ende der friedlichen Beziehungen zu Byzanz und begann kriegerische Unternehmungen gegen Byzanz. Bulgarische Truppen drangen 755 in Thrakien ein. Die Bulgaren plünderten alles, was sich auf ihrem Weg befand, und erreichten die Außenbezirke von Konstantinopel, wo sie vor der Anastasiusmauer von byzantinischen Truppen angegriffen und besiegt wurden.

## Die Schlacht
Der byzantinische Kaiser Konstantin V. selbst führte seine Hauptstreitmacht von Süden über Thrakien in Richtung der bulgarischen Gebiete in die Schlacht. Die byzantinischen Truppen trafen bei der Grenzfestung Marcellae (bei der heutigen bulgarischen Stadt Karnobat) auf die Bulgaren. Die Einzelheiten der Schlacht sind unbekannt, aber sie endete mit einem Sieg Konstantins V. Um die Invasion zu stoppen, entsandten die Bulgaren Geiseln nach Konstantinopel.
Der byzantinische Kaiser begnügte sich nicht mit dem Sieg in der „Schlacht von Marcellae“, sondern unternahm im folgenden Jahr einen großen Feldzug gegen die Bulgaren, die nun von einem neuen Khan, Khan Winech, regiert wurden. Der byzantinische Feldzug erfolgte mit zwei Stoßrichtungen. Zum einen schickte Byzanz eine Kriegsflotte von 500 Schiffen über das Schwarze Meer, die das Gebiet um das Donaudelta verwüsteten und plünderten. Drei Jahre später (759) fiel Konstantin erneut in Bulgarien ein, erlitt aber in der Schlacht am Rischkipass eine vernichtende Niederlage.

## Folgen
Die beiden Feldzüge, der bulgarische gegen Konstantinopel 755 und der byzantinische, der 756 in die „Schlacht von Marcellae“ mündete, gingen nachteilig für das Bulgarenreich aus. Sie markierten das Ende der friedlichen bulgarisch-byzantinischen Beziehungen und leiteten den Beginn einer langen Periode kriegerischer Auseinandersetzungen zwischen Bulgaren und Byzantinern ein.
Die Bulgaren waren nach der „Schlacht von Marcellae“ gezwungen mit Byzanz aus der Position der Schwäche zu verhandeln. Im Ergebnis der Verhandlungen mussten die Bulgaren Kinder ihrer Führungsschicht als Geiseln nach Konstantinopel schicken, Gebiete südlich des Balkangebirges abtreten und die Tributzahlungen des Byzantinischen Reiches an das Bulgarische Reich wurden beendet. Bulgarien ging auf einen Schlag aller Gebietsgewinne unter Terwel verlustig.

## Quelle
- История на Първото българско царство. Том I., Васил Н. Златарски (II изд., Наука и изкуство, София 1971, под ред. на Петър Хр. Петров), bulgarisch, (Deutsche Übersetzung des Titels: Geschichte des Ersten Bulgarischen Reiches, Band 1, Wassil N. Slatarski; 2. Aufl., Verlag Wissenschaft und Kunst, Sofia 1971; Transkription: Istorija na Parvoto balgarsko zarstvo, Tom 1; Nauka i Izkustvo)